# Nephroma tangeriense
Nephroma tangeriense är en lavart som först beskrevs av Maheu & A. Gillet, och fick sitt nu gällande namn av Alexander Zahlbruckner. Nephroma tangeriense ingår i släktet Nephroma och familjen Nephromataceae.   Inga underarter finns listade i Catalogue of Life.